# Кузнечики (Московская область)
Кузнечики — посёлок в городском округе Подольск Московской области России.
До 2015 года входил в состав сельского поселения Дубровицкое Подольского района.

## Расположение
Посёлок расположен примерно в 5 км к юго-западу от центра города Подольска (примыкает к черте города). Рядом с посёлком проходит автодорога «Подольск — А101». Ближайшие сельские населённые пункты — деревни Акишово и Докукино. Вблизи посёлка Кузнечики протекает река Моча.
Ранее к востоку от посёлка находился военный аэродром «Кузнечики» (территория аэродрома вошла в состав Подольска и застроена).

## Население
| 2002 | 2006  | 2010  | 2021  |
| ---- | ----- | ----- | ----- |
| 2484 | ↘1833 | ↗3298 | ↗3532 |

Согласно Всероссийской переписи, в 2002 году в посёлке проживали 1585 мужчин и 899 женщин.

## Достопримечательности

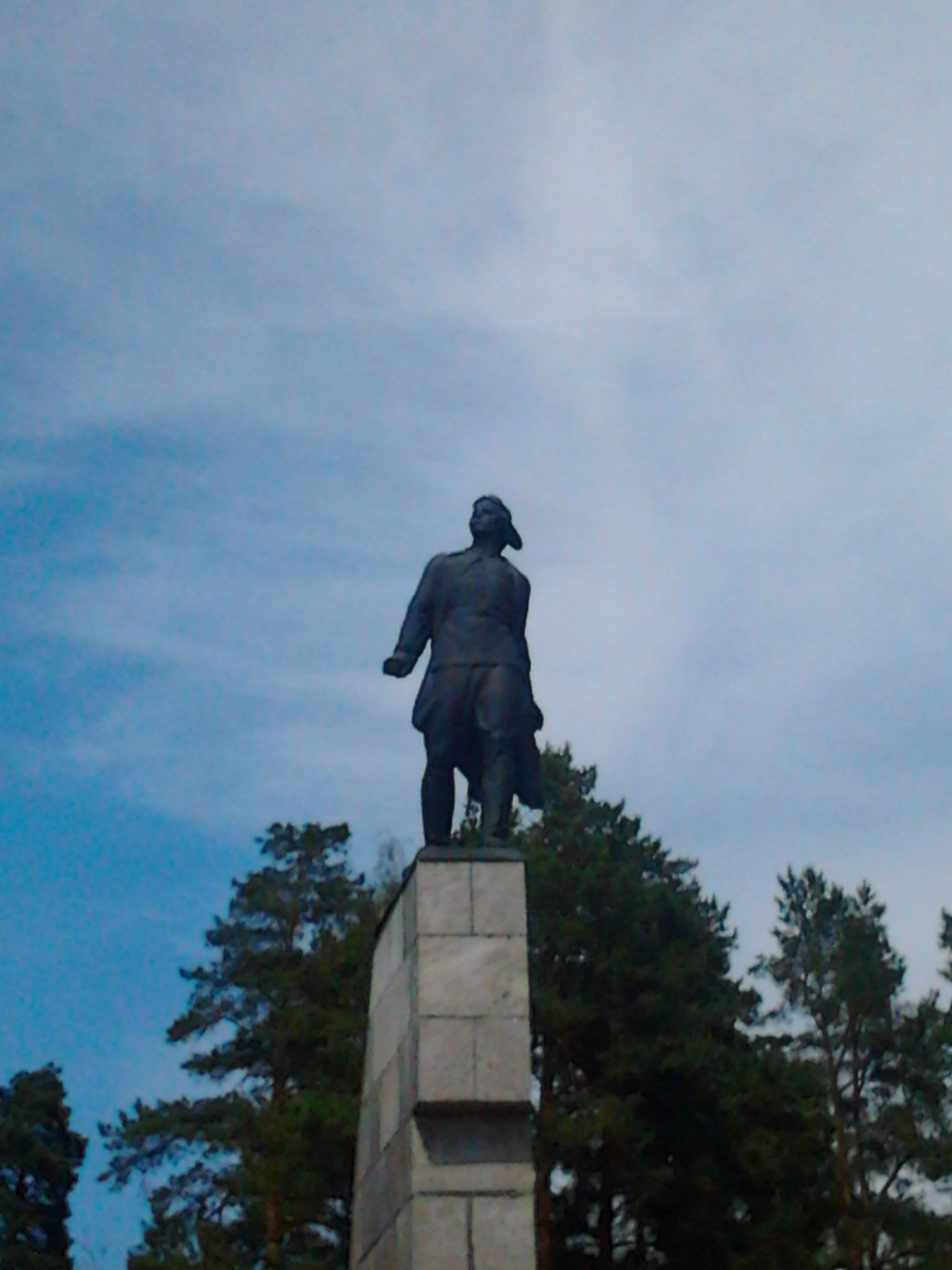
Памятник В.Талалихину в микрорайоне

В посёлке Кузнечики находится мемориал лётчика Героя Советского союза Виктора Талалихина. 7 августа 1941 года в районе посёлка Кузнечики он первым совершил ночной таран. Бронзовая скульптура Талалихина стоит на высоком гранитном постаменте. Мемориал Виктора Талалихина является памятником истории федерального значения.

## Улицы
В посёлке Кузнечики расположено 8 улиц:
- Улица Октябрьский мост
- Парковый проезд

- Улица генерала Варенникова
- Академика Доллежаля

- Улица Генерала Стрельбицкого
- Улица Генерала Смирнова
- Улица 65-летия Победы
- Флотский проезд